# Pueblo Bello
Pueblo Bello là một khu tự quản thuộc tỉnh Cesar, Colombia. Thủ phủ của khu tự quản Pueblo Bello đóng tại Pueblo Bello Khu tự quản Pueblo Bello có diện tích 686 ki lô mét vuông. Đến thời điểm ngày 28 tháng 5 năm 2005, khu tự quản Pueblo Bello có dân số  người.